# خلیج نخیلو
خلیج نخیلو خلیجی کوچک در غرب بندر نخیلو در هرمزگان است. جزیره لاوان در جنوب این خلیج قرار دارد.